# Anielin (Zgierz)
Pour les articles homonymes, voir Anielin.
Anielin est une localité polonaise de la gmina de Stryków, située dans le powiat de Zgierz en voïvodie de Łódź.